# 長拳
長拳，亦稱太祖長拳，相傳是由宋太祖趙匡胤所創立之拳法，其亦為宋朝操練兵員之拳法。長拳中最簡單的套路就是五步拳，五步拳中有5種步型和3種手型。長拳歌訣「拳如流星、眼似電，腰如蛇行、步賽黏，精要充沛、氣要沉，力要順達、功要純。」；「動如濤、靜如嶽、起如猿、落如鵲、立如雞、站如松、轉如輪、折如弓、輕如葉、重如鐵、緩如鷹、快如風。」